# روبرت باش سميث
روبرت باش سميث (بالإنجليزية: Robert Bache Smith)‏ هو كاتب أغاني وشاعر أمريكي، ولد في 4 يونيو 1875، وتوفي في 6 نوفمبر 1951.

## وصلات خارجية
- روبرت باش سميث على موقع IMDb (الإنجليزية)
- روبرت باش سميث على موقع ميوزك برينز (الإنجليزية)
- روبرت باش سميث على موقع قاعدة بيانات برودواي على الإنترنت (الإنجليزية)
- روبرت باش سميث على موقع قاعدة بيانات برودواي على الإنترنت (الإنجليزية)
- روبرت باش سميث على موقع قاعدة بيانات الفيلم (الإنجليزية)